# Randaberg Volleyball
Randaberg Volleyball est un club norvégien de volley-ball basé à Randaberg, évoluant pour la saison 2017-2018 en Mizunoligaen.

## Palmarès
- Championnat de Norvège
  - Vainqueur : 2016[3]2017
  - Finaliste : 2020.

## Effectifs

### Saison 2020-2021
| No                                                                                 | Nom                                                                                | Date de naissance                                                                  | Taille                         | Poids                          | Poste                          |
| ---------------------------------------------------------------------------------- | ---------------------------------------------------------------------------------- | ---------------------------------------------------------------------------------- | ------------------------------ | ------------------------------ | ------------------------------ |
| 1                                                                                  | Marthe Lassesen Fredheim                                                           | 3 juin 2001                                                                        | 168                            |                                | Libero                         |
| 2                                                                                  | Susanna Salanto                                                                    | 16 août 1993                                                                       | 166                            | 59                             | Libero                         |
| 3                                                                                  | Maria Dahl                                                                         | 16 décembre 2000                                                                   | 171                            |                                | Réceptionneuse-attaquante      |
| 5                                                                                  | Martine Gilje                                                                      | 18 mai 1998                                                                        | 171                            | 62                             | Libero                         |
| 6                                                                                  | Karoline Nore                                                                      | 10 octobre 1996                                                                    | 177                            | 76                             | Centrale                       |
| 7                                                                                  | Tuva Aarrestad                                                                     | 9 janvier 2000                                                                     | 177                            |                                | Réceptionneuse-attaquante      |
| 8                                                                                  | Wilde Jakobsen                                                                     | 11 février 2000                                                                    | 178                            |                                | Réceptionneuse-attaquante      |
| 9                                                                                  | Maria Poole                                                                        | 11 avril 1997                                                                      | 184                            | 73                             | Attaquante                     |
| 10                                                                                 | Emily Poole                                                                        | 22 octobre 2001                                                                    | 188                            |                                | Centrale                       |
| 12                                                                                 | Ingrid Kvammen                                                                     | 27 décembre 1997                                                                   | 176                            | 67                             | Passeuse                       |
| 15                                                                                 | Mille Solvik Kjosås                                                                | 21 mai 1999                                                                        | 178                            |                                | Centrale                       |
|                                                                                    |                                                                                    |                                                                                    |                                |                                |                                |
| Encadrement technique                                                              | Encadrement technique                                                              |                                                                                    | Légende                        | Légende                        | Légende                        |
| Entraîneur : Espen Sørbø                                                           | Entraîneur : Espen Sørbø                                                           | Entraîneur : Espen Sørbø                                                           | : Capitaine                    | : Capitaine                    | : Capitaine                    |
| Entraîneur(s) adjoint(s) : Susanna Salanto Entraîneur(s) adjoint(s) : Helge Surdal | Entraîneur(s) adjoint(s) : Susanna Salanto Entraîneur(s) adjoint(s) : Helge Surdal | Entraîneur(s) adjoint(s) : Susanna Salanto Entraîneur(s) adjoint(s) : Helge Surdal | : Joueuse blessée actuellement | : Joueuse blessée actuellement | : Joueuse blessée actuellement |